# Marmaroxylon magdalenae
Marmaroxylon magdalenae är en ärtväxtart som beskrevs av Maria de Lourdes Rico. Marmaroxylon magdalenae ingår i släktet Marmaroxylon och familjen ärtväxter. Inga underarter finns listade i Catalogue of Life.